# Anne-Marie Staub
Anne-Marie Staub (Pont-Audemer, Francia, 13 de noviembre de 1914 - Saint-Germain-en-Laye, Francia, 30 de diciembre de 2012) fue una bioquímica francesa que pasó la mayor parte de su carrera en el Institut Pasteur. Sus investigaciones se centraron en los antihistamínicos, serología e inmunología, y sobre todo por sus estudios inmunoquímicos sobre la Salmonella. 

## Biografía
Anne-Marie Staub nació el 13 de noviembre de 1914 en Pont-Audemer, Francia, en el seno de una familia pasteuriana: Louis Pasteur fue testigo de la boda de su abuelo, y su padre André Staub fue investigador en el Institut Pasteur. De niña aprendió a leer y escribir de su madre antes de completar su educación en la Ecole Normale Catolique, donde hizo el bachillerato.
Obtuvo sus títulos en matemáticas generales, química y física general, fisiología y bioquímica en la Sorbona. Después asistió a cursos de microbiología en el Institut Pasteur de 1935 a 1936, antes de unirse al instituto para trabajar en su tesis doctoral.

## Trayectoria profesional
Staub trabajó en su tesis doctorial bajo la supervisión de Daniel Bovet. Desde 1933, Bovet, el futuro Premio Nobel investigaba sobre la acción simpatolítica de ciertas moléculas sintetizadas en el laboratorio de química terapéutica de Ernest Fourneau. Anne-Marie Staub firma sus primeros trabajos sobre el descubrimiento de las propiedades antihistamínicas de algunos de estos compuestos. Su tesis de 1939 se refiere a "algunas bases sintéticas antagonistas de la histamina". Sin embargo, las moléculas en cuestión, 929 F y 1271 Fn 1, eran demasiado tóxicas, fueron la base de futuras investigaciones, y fue en 1942 cuando, los primeros antihistamínicos médicamente consumibles.
En 1940 comenzó a trabajar en una vacuna contra el ántrax. De 1941 a 1946 trabajó con los antígenos de B. anthracis e inyectó con éxito a una oveja una vacuna contra la bacteria. Durante este tiempo también enseñó francés, alemán y primeros auxilios a soldados en la Segunda Guerra Mundial. De 1947 a 1948 recibió fondos del Medical Research Council (MRC) y fue a trabajar al Instituto Lister en los laboratorios de Paul Fildes y Gareth Gladstone.  
En colaboración con Otto Lüderitz y Otto Wespthal, investigadores del Instituto Max Planck, participó de 1955 a 1975 en la investigación sobre los antígenos de la Salmonella. Trabajó en la caracterización de los determinantes epitópicos de las cadenas polisacárdicas reconocidas por los anticuerpos. Ella describió nuevos azúcares. También contribuyó a la clasificación serológica de la Salmonella. Finalmente, con el microbiólogo Léon Le Minor, estudió la conversión lisogénica de salmonella por bacteriófagos y sus efectos sobre los determinantes de los polisacáridos.  
En 1953 fue ascendida directora de laboratorio en el departamento de vacunas del Institut Pasteur y en 1967, directora de la unidad de antígeno bacteriano; codirigió también el curso de inmunología de 1960 a 1974 y se convirtió en profesora en 1970.
A lo largo de su carrera, publicó muchos artículos sobre su investigación, a menudo en colaboración con los químicos Daniel Bovet y Otto Westphal. 
Anne-Marie Staub se retiró en 1977 y se unió a un movimiento cristiano llamado Vie Montante. Pasaba la mayor parte de su tiempo leyendo para ciegos y visitando pacientes en hospitales. Staub murió el 30 de diciembre de 2012 en Saint-Germain-en-Laye, Francia.

## Premios
- 1969: Premio Paul Ehrlich y Ludwig Darmstaedter.[2]
- 1973: La Orden Nacional de la Legión de Honor.
- 1993 Miembro honorario de la International Endotoxin and Innate Immunity Society.